# Georg Eberlein (Baumeister)
Georg Eberlein (* 13. April 1819 in Linden; † 8. Juli 1884 in Nürnberg) war ein deutscher Baumeister bzw. Architekt und Maler. Von 1858 bis 1878 war er Lehrer bzw. Professor an der Kunstgewerbeschule Nürnberg.

## Leben und Wirken

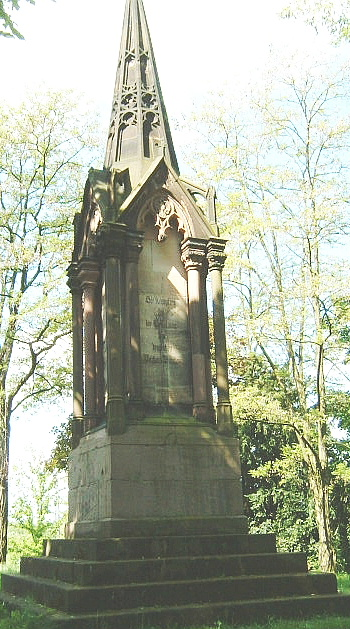
Österreicher-Denkmal, Aschaffenburg

Eberleins Geburtsstätte war das ehemalige Mesnerhaus neben der St.-Leonhard-Kirche in Linden, das 1975 abgerissen wurde. An dessen Stelle wurde ein Gedenkstein errichtet.
Als wichtiges Werk Eberleins gilt die evangelische St.-Markus-Kirche in München. Er baute außerdem die Burg Hohenzollern, wobei die wenigen erhaltenen gotischen Elemente integriert wurden (1854). Er restaurierte auch mehrere bekannte Bauwerke wie den Erfurter Dom oder den Kreuzgang der Aschaffenburger Stiftskirche. Gemeinsam mit Carl Alexander Heideloff – dessen Schüler er war – schmückte er Schloss Lichtenstein, die Veste Coburg und Schloss Landsberg in Meiningen aus. In der St.-Georg-Kirche in Guttenberg erstellte er 1862 das Deckenbild des Hl. Georg sowie an der Südseite die Himmelfahrt Christi. 1870 wurde nach seinen Plänen ein neuer Giebel über der Hauptfassade der Aschaffenburger Stiftskirche im neugotischen Stil gestaltet und 1882 der Pilgerbrunnen auf dem Stiftsplatz davor. Zahlreiche weitere Werke zeigen seine fränkische Heimat, z. B. eine Ortsansicht von Markt Erlbach oder das Aquarell Fränkische Tracht im Rangau. 1868 entstand nach seinem Entwurf das Österreicher Denkmal in der Österreicher Kolonie in Aschaffenburg.
Nach ihm wurde die Georg-Eberlein-Straße in Nürnberg benannt. Sein Neffe Johann Georg Eberlein (* 12. Februar 1858 in Linden; † 11. Oktober 1918 ebenda) führte die Tradition als Architekt fort. So entwarf er zahlreiche aufwändig gestaltete Wohnbauten in der Kölner Neustadt (Ringstraße) und in Köln-Marienburg.